# Erioptera (Ctenerioptera) derasa
Erioptera (Ctenerioptera) derasa is een tweevleugelige uit de familie steltmuggen (Limoniidae). De soort komt voor in het Oriëntaals gebied.